# Церква Святого Климента Охридського (Чашка)
Церква Святого Климента Охридського — православний храм у селі Чашка. Це нова церква, фундамент якої освятив і заклав 8 грудня 1990 року тодішній митрополит Повардарський Михайло. Храм освячений 13 травня 2001 року тодішнім митрополитом Повардара, а нині звільненим Йованом Вранішковським. Церкву розмалювали Лазар Лекіч і Драган Ристіч.